# 夢幻廻廊
『夢幻廻廊』（むげんかいろう）は、Black Cycより2005年9月16日に発売されたアダルトゲーム、およびそれを第1作とするゲームのシリーズである。
本項ではCyc Member会員限定で2009年2月27日に発売された『夢幻廻廊1.5 〜連鎖〜』および2009年6月26日に発売された『夢幻廻廊2 〜螺旋〜』についても解説する。
2007年11月26日には第一作目のDVD-PG版が発売され、2014年8月29日にはWindows 8.1に対応した復刻版が3作品まとめて発売された。

## 解説
九条家の屋敷を舞台に、そこで調教される「かとる」（家畜）と呼ばれるの少年たろの日々を描いたアダルトゲームであり、「究極のマゾゲー」と呼ばれることもある。
このシリーズにはループシステムというものが存在し、1周目の赤の日をプレイした後、条件を満たすことで黒の日と呼ばれる2周目のシナリオをプレイすることができる。黒の日は赤の日よりも過激なシーンが多いが、キャラクターの心情などをより深く掘り下げた内容にもなっている。

## ストーリー
少年が記憶を失った状態で目をさますと、妖艶な美女が目の前にいた。
彼を拾ったことを美女から告げられると、少年は天涯孤独だったことを思い出して涙を浮かべた。
少年が美女の元に身を寄せたいことを告げると、美女は微笑み、「かとる」としてこの屋敷におくと答えた。
たろと呼ばれたその少年はこの日から、虐げられる快楽を味わうことになった。

## 夢幻廻廊

### 登場人物
たろ
声：森藍子
本作の主人公である、記憶喪失の中性的な容姿の少年。道端で倒れていたところを九条家に拾われ、かとるとして九条家に暮らすようになった。人間の尊厳を破壊するような「いっぷ」を受け続け変わっていく。
九条環
声：海原エレナ
館の女主人。温厚さと妖艶さを持ち合わせた人物で、たろと九条四姉妹との現在の関係を作り出している。
九条薫子
声：金田めい
九条家長女である、長髪の少女。病に臥せっており、部屋を出ることはめったになく、それがゆえに世間知らずなところがある。
のんびりとした見た目に反して苛烈ないっぷが多い。
なお、病弱な体質は先天性のものではなく、人為的なものが起因している。
九条麗華
声：みすみ
九条家次女で、長女とは対照的に髪型はショートカットである。武術を体得しており、気が強く暴力的な一面がある。
九条祐美子
声：まりもりん
九条家三女。優しい性格で、ペットの世話をすることが多い。但しその優しさの裏には凄惨な事情を抱えている。たろのことを動物として認識しており、『1.5』では本物の雌犬とお見合いをさせる場面もある。
九条奈菜香
声：ひかり
九条家末子。幼く無邪気だが、それがゆえに残酷なことも平気でする。
麻耶
声：阿倉優
九条家のメイド。冷徹な性格をしており、たろに対して厳しく接することが多い。
志乃
声：柴田蕗
九条家のメイド。気弱で不器用。常に「次失敗したら家畜に格下げする」と脅されており、そのせいかたろに同情することもある。
しかし、其の心の奥には異常な本性が潜んでいる。
グモルク
声：？？？
犬の被り物のみを身にまとった人間。

### スタッフ
- キャラクターデザイン・原画 - 椎咲雛樹
- 企画・原案 - 村上智右
- 制作協力 - 有限会社シルバーパレット
- シナリオ - 伊藤ヒロ、奈落ハジメ、土田太郎、千堂琉宇衣、らまんちゃ

### 主題歌
オープニングテーマ「トキのかたりべ」
作詞・作曲・編曲 - 谷上純三／歌 - 海原エレナ
ロックンバナナのサブレーベル・dandelionによるオムニバスアルバム『黒の追憶』に収録されている。
エンディングテーマ「夢幻廻廊」

## 夢幻廻廊1.5 〜連鎖〜
Cyc Memebers会員限定で2009年2月27日に発売された外伝作品。シナリオは松山怜史が担当。また、原画は椎咲雛樹が務めた。

### 登場人物（1.5）
たろ
声：森藍子
九条薫子
声：金田めい
九条麗華
声：みすみ
九条祐美子
声：まりもりん
九条奈菜香
声：木下鈴
主題歌「Endless Corridor」
歌：電気式華憐音楽集団

## 夢幻廻廊2 〜螺旋〜
本作では「たろ」はあるきっかけでお屋敷に取り込まれ、そこで調教されていく運命を辿る。また、原画は椎咲雛樹が務めた。
2010年3月26日に発売された『ク・リトル・リトル 〜魔女の使役る、蟲神の触手〜』のオフィシャル通販特典である短編作品『ク・リトル・リトル ～"たろ"の触れる、乙女の触手～』には、『夢幻廻廊2 〜螺旋〜』からたろと薫子がゲスト出演している。

### 登場人物（2）
たろ
声：黒岩心々
主人公である気弱な男子学生。しろに出会ったことがきっかけでお屋敷に出入りするようになった。お屋敷ではメイド服に犬耳を足したような服装をさせられている。
『ク・リトル・リトル ～"たろ"の触れる、乙女の触手～』では、薫子と外出していたところに、狩野たんぽぽと出会い、大変な目に遭う。
しろ
声：早乙女綾
お屋敷にいる少女。無口で、お屋敷の外では存在感が希薄。
奈菜香
声：相模真
長女だが、立場の割にこどもっぽい。
また、かとるに対するいっぷはソープランドごっこなどが多い。
百合絵
声：平野響子
次女。男装でいることが多く、芝居がかった言動が特徴。
祐美子
声：まりもりん
三女。たろに対しては優しく接してくれる。かとるに対するいっぷはハナを通じて行われることが多い。
薫子
声：西野みく
四女。末子ながらもしっかりした性格の持ち主。奈菜香と遊ぶことが多く、奈菜香を叱ることもしばしば。
メーカー主催の人気投票では第9位に薫子のくつ下がランクインした。
奥様
声：葉月るい
館の女主人。家の者たちの前に姿を現すことが少なく、常に顔にまとったベールも相まって謎めいた存在。
ハナ
声：みすみ
屋敷で働くメイド。無愛想ながらもメイドとしては有能。
トモ
声：咲良さく
たろの学校での同級生。気が強いが、たろに対する想いを隠しきれずにいる。
グモルク
声：？？？
犬の被り物のみを身にまとった人間。

### 主題歌（2）
OP「瞑想に堕ちる闇」
歌：電気式華憐音楽集団
ED「Endless ripples」
歌：電気式華憐音楽集団

## 用語
かとる
家畜のこと。いっぷ（躾）を受けるため寿命がきわめて短い。